# Luigi Carnera
Luigi Carnera (Trieste, 14 de abril de 1875 - Florencia, 30 de julio de 1962) fue un astrónomo italiano.

## Biografía
Tras graduarse en matemáticas, trabajó en el observatorio de Turín como voluntario (1899) y pasó a continuación al observatorio de Heidelberg como asistente de Max Wolf, descubriendo 16 nuevos asteroides.
Pasó por los observatorios de Potsdam y de Estrasburgo y luego por la Argentina, donde contribuyó en 1905 a la formación del "Observatorio" de Oncativo, Córdoba (en realidad una Estación de Latitud propiciada por la Asociación Geodésica Internacional y dependiente de la Universidad de la Plata) de la que fue primer director. También fue cofundador de la Sociedad Italiana Unione e Benevolenza de Oncativo (1908). Ese mismo año regresó a Italia para trabajar en el Instituto Hidrográfico de la Marina de Génova. En 1919 accedió a la dirección del Observatorio de Trieste, ciudad que acababa de pasar a manos italianas. Desde fines de 1932 hasta su jubilación en 1950 estuvo a cargo del Observatorio de Capodimonte en Nápoles. En el Instituto Naval de esa ciudad (hoy la Universidad Parthenope) dio clases de Astronomía General y Esférica y de Astronomía Geodésica.

## Asteroides descubiertos
Descubrió dieciséis asteroides con nombre propio adjudicado, tres de ellos en colaboración con Max Wolf *:
| (466) Tisiphone* | 17 de enero de 1901      |
| (469) Argentina  | 20 de febrero de 1901    |
| (470) Kilia      | 21 de abril de 1901      |
| (472) Roma       | 11 de julio de 1901      |
| (476) Hedwig     | 17 de agosto de 1901     |
| (477) Italia     | 23 de agosto de 1901     |
| (478) Tergeste   | 21 de septiembre de 1901 |
| (479) Caprera    | 12 de noviembre de 1901  |
| (480) Hansa*     | 21 de mayo de 1901       |
| (481) Emita      | 12 de febrero de 1902    |
| (485) Genua      | 7 de mayo de 1902        |
| (486) Cremona    | 11 de mayo de 1902       |
| (487) Venetia    | 9 de julio de 1902       |
| (488) Kreusa*    | 26 de junio de 1902      |
| (489) Comacina   | 2 de septiembre de 1902  |
| (808) Merxia     | 1 de octubre de 1901     |